# 豊浦村 (千葉県香取郡)
豊浦村（とようらむら）とは、千葉県香取郡にかつて存在した村である。豊浦郵便局などにその名をとどめる。

## 地理
- 現在の香取市の北東部、旧小見川町の北部に位置する。
- 村は利根川の南岸に位置する。
- 村域は台地と平地が入り組む谷戸が多い地形になっている。

## 歴史

### 沿革
- 1889年（明治22年）4月1日 - 町村制施行に伴い、富田村、増田村、分郷村、下小堀村、一之分目村、三之分目村が合併して香取郡豊浦村が発足。
- 1931年（昭和6年）11月10日 - 成田線の佐原駅 - 笹川駅間開業により水郷駅が開業。
- 1935年（昭和10年）9月26日 - 群馬県内で集中豪雨があり利根川の水位が上昇。三ノ分目集落の約50戸が孤立した[1]。
- 1951年（昭和26年）4月1日 - 豊浦村は小見川町、神里村、森山村とともに合併し、改めて小見川町を新設。同日豊浦村廃止。
- 2006年（平成18年）3月27日 - 小見川町が佐原市、山田町、栗源町とともに合併して香取市を新設。同日小見川町廃止。

変遷表
| 1868年 以前 | 1868年 以前 | 明治22年 4月1日 | 昭和26年 4月1日 | 平成18年 3月27日 | 現在   |
| ----------- | ----------- | --------------- | --------------- | ---------------- | ------ |
|             | 富田村      | 豊浦村          | 小見川町        | 香取市           | 香取市 |
|             | 増田村      | 豊浦村          | 小見川町        | 香取市           | 香取市 |
|             | 分郷村      | 豊浦村          | 小見川町        | 香取市           | 香取市 |
|             | 下小堀村    | 豊浦村          | 小見川町        | 香取市           | 香取市 |
|             | 一之分目村  | 豊浦村          | 小見川町        | 香取市           | 香取市 |
|             | 三之分目村  | 豊浦村          | 小見川町        | 香取市           | 香取市 |

## 人口
総数 [単位： 人]
| 1891年（明治24年） | 3,103 |
| 1903年（明治36年） | 4,013 |
| 1920年（大正 9年） | 3,678 |
| 1930年（昭和 5年） | 3,958 |
| 1940年（昭和15年） | 4,241 |
| 1956年（昭和26年） | 5,347 |

## 交通

### 鉄道
- 日本国有鉄道（ → 東日本旅客鉄道）
  - ■成田線
    - 水郷駅